# Lord Kossity
Lord Kossity, född 1973 i Paris som Thierry Moutoussamy, är en fransk musiker som spelar en blandning av ragga (dancehall), zouk och hiphop. 
Hans familj kommer ursprungligen från Martinique. När han var 11 år gammal flyttade de tillbaka till Martinique. 1995 återkom han till Frankrike för att bli del av den växande hiphop-scenen i Europa.

## Diskografi

### Album
- "Versastyle" (1998)
- "Everlord" (2000)
- "The Real Don" (2001)
- "Koss City " (2002)
- "Booming System" (2005)
- "Jamaican World" (2005)
- "Danger Zone" (2007)
- "Koss" (2008)
- "Le Best Of Lord Kossity" (2009)

### Singlar
- Hey Sexy Wow (2005)
- Dancehall Soldiers (2005)
- Oh No (Judgment Day) (2006)
- Balance Gal (2006)
- Booty Call (2006)
- Hotel Room (2007)
- Le Respect Ne S'Achète pas (2008)
- So Sexy (2009)
- Dolce Vita with Strandvägen (2009)